# Star City, Arkansas
Star City är administrativ huvudort i Lincoln County i Arkansas. Star City hade 2 274 invånare enligt 2010 års folkräkning.